# Caledothele carina
Caledothele carina – gatunek pająka z infrarzędu ptaszników i rodziny Euagridae.

## Taksonomia
Gatunek ten opisany został po raz pierwszy w 1991 roku przez Roberta Ravena na łamach „Mémoires du Muséum National d'Histoire Naturelle de Paris”. Jako lokalizację typową wskazano Plateau de Dogny na Nowej Kaledonii. Epitet gatunkowy oznacza po łacinie „żebro, kil” i odnosi się do ukształtowania powierzchni na szlaku prowadzącym do lokalizacji typowej.

## Morfologia
U jedynej zmierzonej samicy ciało ma 7 mm długości przy prosomie długości 3,2 mm i szerokości 2,6 mm, a opistosomie (odwłoku) długości 3,9 mm i szerokości 3 mm. Karapaks jest żółtobrązowy z czerwonobrązowymi i jasnobrązowymi znaczeniami, porośnięty brązowymi włoskami. Ośmioro oczu rozmieszczonych jest na planie prostokąta. Oczy pary przednio-środkowej w widoku grzbietowym leżą na tej samej wysokości co oczy pary przednio-bocznej, natomiast oczy pary tylno-środkowej leżą bardziej z przodu niż pary tylno-bocznej. Jamka karapaksu jest krótka i wygięta, opatrzona jedną parą szczecinek fowealnych. Nadustek jest niski. Żółtobrązowe szczękoczułki mają 6 dużych i 6 małych ząbków na przedniej krawędzi bruzdy oraz 4 drobne ząbki i od 20 do 30 ziarnistości w nasadowo-środkowej części bruzdy. Barwa wargi dolnej i szczęk jest żółtobrązowa. Żółtobrązowe z jasnobrązowym nakrapianiem jest sternum. Odnóża są żółtawobrązowe z brązową plamką na biodrach, brązową listwą na krętarzach, brązowymi łatami na udach i niektórych rzepkach oraz brązowym obrączkowaniem na goleniach i nadstopiach. Pazurki parzyste mają od 6 do 12 ząbków rozmieszczonych w S-kształtnym szeregu, a pazurek trzeci dwa ząbki. Opistosoma jest z wierzchu czerwonobrązowo-biała z nieregularną brązową łatą z przodu, poprzeczną przepaską bladą za nią oraz pięcioma parami brązowych, nieregularnych szewronów po bokach środka, od spodu zaś blada z czerwonobrązowymi elementami. Genitalia samicy zawierają dwie spermateki, każda o formie płata z niemal prostą krawędzią zewnętrzną i falistą krawędzią wewnętrzną.

## Ekologia i występowanie
Pająk ten występuje endemicznie w równikowych lasach deszczowych Nowej Kaledonii. Znajdywany jest na rzędnych od 200 do 900 m n.p.m. Znany jest tylko z okolic lokalizacji typowej.